# Артерия стекловидного тела

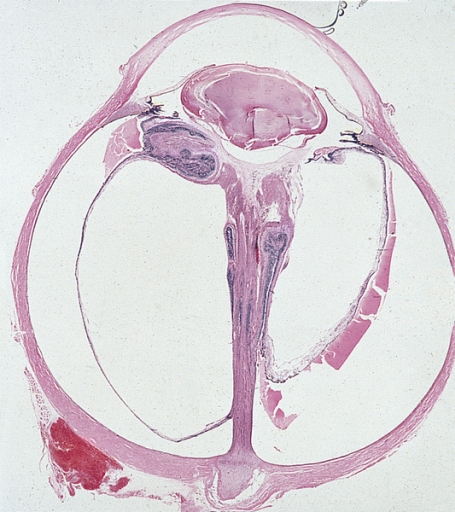
Персистирующая артерия стекловидного тела, идущая от диска зрительного нерва к разросшимся тканям позади хрусталика

Арте́рия стеклови́дного те́ла или гиалоидная артерия (лат. A. hyaloidea) является продолжением центральной артерии сетчатки, ветви глазной артерии, которая в свою очередь является ветвью внутренней сонной артерии. Являясь частью зрительного стебля в период эмбриогенеза, A. hyaloidea следует от диска зрительного нерва через стекловидное тело к хрусталику. Артерия снабжает кровью хрусталик у развивающегося плода и до рождения обычно полностью регрессирует.
На десятой неделе эмбрионального развития человека рост хрусталика продолжается независимо от кровоснабжения и гиалоидная артерия деградирует. Её проксимальная часть остается в виде центральной артерии сетчатки. В результате инволюции артерии стекловидного тела в последнем остается свободное пространство, называемое гиалоидным каналом или каналом Клоке́. Канал Клоке назван в честь французского врача Жюля Жермена Клоке (1790—1883), впервые описавшего его.
Иногда артерия может не полностью регрессировать, что приводит к состоянию, которое называется персистирующей артерией стекловидного тела. Чаще могут сохраняться небольшие участки артерии. Оставшиеся фрагменты артерии иногда видны самим человеком как «летающие мушки». У некоторых людей передний остаток артерии стекловидного тела можно увидеть при офтальмоскопии в виде точки Миттендорфа, небольшого точечного рубца на задней поверхности хрусталика. А задний остаток артерии можно увидеть там, где артерия отходит от диска зрительного нерва, он известен как сосочек Бергмейстера.